# Pico Khüiten
Khüiten (em mongol:  Хүйтний оргил, pico frio; ou Pico da Amizade, em mongol:  Найрамдал оргил Nairamdal orgil; chinês: 友谊峰, Youyi Feng) é o ponto mais alto da Mongólia. Fica na fronteira China-Mongólia, na cordilheira do Altai e tem 4374 m de altitude.
Fica a 2,5 km da fronteira tríplice entre Mongólia, República Popular da China e Rússia.